# Kink.com
Kink.com — американская компания, владеющая группой порнографических сайтов, специализирующихся на фильмах тематики BDSM и сексуального фетишизма. Была основана в 1997 году. В конце 2006 года Kink.com в Сан-Франциско купила здание арсенала за 14,5 млн долларов для использования в качестве студии. В наши дни Kink.com является одним из самых успешных производителей порнографического контента тематики BDSM.

## Создание и развитие
Компания Kink.com была основана в 1997 году британцем Питером Еквортом, который в то время работал аспирантом в области финансов в Колумбийском университете. Екворт заинтересовался бизнесом в сфере порноиндустрии, прочитав в британском таблоиде статью о неком пожарном, который благодаря порнографическому сайту в течение короткого периода времени смог заработать 250 тысяч фунтов стерлингов. Пытаясь повторить его успех, Екворт создал собственный сайт под названием  Hogtied.com. Сначала Екворт не имел возможностей производить собственную продукцию, поэтому на сайте публиковался и продавался контент, лицензированный от других дистрибьюторов, первоначально преимущественно фетишистские фотографии связанных женщин.
Работа над сайтом занимала значительное время, поэтому Екворт бросил свою научную деятельность, чтобы работать над своим детищем целый рабочий день. Сайт быстро стал довольно успешным, принося несколько тысяч долларов дохода в день. В следующем, 1998 году Питер Екворт переехал из Нью-Йорка в Сан-Франциско. Чтобы выдержать конкуренцию от других порносайтов, он начал изготавливать собственный контент, сначала проводя съёмки в собственной квартире, затем нанял первых сотрудников. В 2000 году Питер создал ещё один сайт, получивший название Fuckingmachines.com. Вскоре после этого им были основаны ещё несколько дополнительных сайтов, которые в 2006 году получили общее корпоративное имя Kink.com.
Основными темами фильмах и фотографий производства Kink.com являются бондаж, сексуальное доминирование, постановочные пытки и изнасилования. Характерной чертой фильмов компании является то, что каждый из них заканчивается интервью с актёром или актрисой, который/которая подвергался/подвергалась унижениям, пыткам и насилию, в котором они делятся своими впечатлениями от съёмок, тем самым подтверждая добровольность всех своих действий. В целом сайты, принадлежащие компании, делятся на следующие направления: гетеросексуальное BDSM, сексуальный фетиш (фут-фетиш, женские бои и тому подобное), BDSM с геями и женское доминирование (включающее доминирование как над мужчинами, так и над женщинами, с элементами лесбийских игр).
По состоянию на 2018 год компания Kink.com владела 38 порносайтами. В здании Арсенала устраивались ежедневные экскурсии, в нём действовал бар. Кроме порнографических фильмов, Kink.com продаёт BDSM-атрибутику и секс-игрушки. С января 2017 съёмки фильмов в оружейном арсенале были приостановлены из-за соображений экономии средств. Дальнейшие съёмки проходят в разных местах США.

## Критика
В конце 2006 года компания Kink.com за 14,5 миллионов долларов США приобрела здание оружейного арсенала в Сан-Франциско, чтобы разместить здесь помещения продакшн-студии. Однако такой шаг вызвал протест среди некоторых жителей города, недовольных тем, что в здании, являющемся памятником истории и внесённом в Национальный реестр исторических мест США, будет размещаться порностудия. Недовольные основали общественную группу под названием Mission Armory Community Collective, дабы противодействовать руководству компании Kink.com в намерении использовать арсенал по собственному усмотрению. В начале февраля 2007 года перед зданием прошёл общественный протест. Мэр Сан-Франциско Гэвин Ньюсом пошёл навстречу требованиям недовольных, назначив специальное заседание комиссии по планированию с целью обсуждения вопроса об использовании здания. 8 марта 2007 года состоялись слушания, в которых участвовали как противники, так и сторонники компании Kink.com. Главный противник, общественная активистка Мелисса Фарли, известная своими феминистическими взглядами на порнографию, сравнила продукцию компании с изображениями издевательств над заключёнными в тюрьме Абу-Грейб. Несмотря на это, комиссия по планированию пришла к выводу, что Kink.com не нарушала никаких положений закона или требований зонирования земель. Компания получила возможность и начала использовать здание по своему усмотрению, в том числе снимать внутри него свои фильмы. Кадры, демонстрирующие здание снаружи, стали заставкой, с которой начинаются все фильмы компании, созданные ею после приобретения здания.
В 2014 году компания организовала вечеринку под названием «Тюрьма любви»: в рекламном видеоролике этой вечеринки под танцевальную музыку тюремщик в исполнении Вана Даркхолма запирает в камере актёра Себастьяна Киза. Видеоролик вызвал целый ряд протестов: по мнению протестующих, подобная реклама обесценивает проблемы ЛГБТ-заключённых. Последовавшая за этим протестом общественная дискуссия выявила, что не все в равной степени могут наслаждаться успехами, которых добилась ЛГБТ-община в последние годы, и что имеющая место в ролике сексуализация пенитенциарной системы наносит вред ЛГБТ.

## Награды
- 2009 XBIZ Award — FSC Leadership Award[20]
- 2009 XBIZ Award — Original Web Content[20]
- 2011 AVN Award — Best Alternative Web Site[21]
- 2014 AVN Award — Best Alternative Website[22]
- 2014 AVN Award — Best Web Premiere — Public Disgrace 31515[22]
- 2015 XBIZ Award — Adult Site of the Year — BDSM[23]